# ماشین پلیس (ترانه)
«ماشین پلیس» (به انگلیسی: Cop Car) تک‌آهنگی از کیث اربن است که در ۱۳ ژانویه ۲۰۱۴ منتشر شد.